# Сапун
Сапун (от лат. sapo) – повърхностно активно вещество, използвано като миещо средство. Обикновено в качеството на сапун се използват натриеви, калиеви и амониеви соли на мастните киселини, представляващи твърда пластична маса. Според химичната класификация всяка сол на мастна киселина с метал се нарича сапун, което включва освен миещите средства, също и някои соли на алуминий, хром и други метали с висши мастни киселини, използвани за смазочни материали (например грес).
В съвременността сапунът се употребява повсеместно в индустриализираните държави. Това се дължи на по-високата здравна култура на хората, осъзнали значението на хигиената за предпазването от заразни болести.

## История
Налични са данни (под формата на писания върху глинени плочки/клинопис) за използване на сапун още в древните Шумер и Вавилон (около 2800 г. преди н.е.). Описания на технологии за приготвяне на сапун са намерени в Месопотамия на глинени плочки, датирани приблизително към 2200 г. преди н.е. Египетски папирус от средата на второто хилядолетие преди новата ера свидетелства, че древните египтяни редовно са се миели с помощта на сапун. Широко са се използвали подобни миещи средства и в Древния Рим. Всички древни технологии включват обработка на растителни мазнини с поташ (K2CO3).
Сапуни, направени от растителна мазнина (например от маслиново олио/зехтин), ароматни масла и натриева основа, са описани за пръв път от мюсюлмански химик/алхимик през XII век. Формулата за сапуна не се е променяла оттогава. Арабите добавят към сапуна аромати и оцветители. Имат специален сапун за бръснене.
Фини сапуни са били произвеждани в Европа по-късно – от XVI век. За суровини са били използвани както растителни мазнини, така и животинска мас. Промишленото производство на сапуни започва в XVIII век. В българските земи през XIX век в сапунджийници са правени лоени сапуни, които поради миризмата си са използвани предимно за пране. По-състоятелните хора си набавят гиритски (внасян от о-в Крит) сапун на топки.
В Европа и САЩ непрекъснатият процес на варене на сапун се появява в края на 30-те години на ХХ век заедно с непрекъснатия процес на хидролизата на мазнините от вода и пара с високо налягане.

## Технология на приготвяне

### Суровини
Сапунът се прави от растителни или животински мазнини. Животинските продукти, ползвани за направа на сапун включват свинска мас, друга животинска мас или рибни масла, а растителните – кокосово, палмово и какаово, памучно, палмово или соево масло, които имат различни качества. Най-често се ползва комбинация от кокосово, палмово и маслиново масло. Ако сапунът се прави от чисто маслиново масло, се нарича замъков сапун.
Сапуните се приготвят чрез варене на масла с натриева или калиева основа. Натриевата основа е честа съставка в много сапуни. Натриевите сапуни са по-гъсти и като цяло твърди; калиевите сапуни са по-меки или течни. При варенето на мазнините с основи се образуват глицерин и соли на мастните киселини, т.е. сапун. 

### Процес
Както в студения, така и в горещия процес се използва загряване за направата на сапуна.

#### Студен процес
Студеният процес изисква определена температура, за да се осигури втечняването на мазнината.
При студения процес производителят определя по таблица колко натриева основа трябва да ползва. Ако се прекали с натриевата основа, сапунът може да причини изгаряне на кожата, но ако количеството не е достатъчно сапунът ще е мазен. Повечето производители ползват натриева основа с концентрация между 4 и 10%, в зависимост от вида на произвеждания сапун. Натриевата основа и мазнината може да се задържат топли след комбинирането, за да се осигури „сапунено поле“.
Натриевата основа се разтваря във вода. След това маслата се нагряват или разтопяват. След като двете фази се охладят поотделно до 37 – 43°C с не повече от 5,5°C разлика, те вече могат да се смесят. След много бъркане сместа става на пудинг. Миризми и билки се добавят с лека следа, когато сместа започва да се втвърдява.
Тогава сместа се сипва в отливки (калъпи), като се завива с кърпи, за да се предпази от прекалено бързо охлаждане, и остава така за 18 – 48 часа. Има изключение при млечните сапуни. През това време е нормално сместа да мине през т. нар. „гел фаза“, когато сапунът става прозрачен за няколко часа. Когато температурата на сапуна се изравни със стайната, той става достатъчно плътен, за да се махне от отливката. Тогава сапунът се нарязва на парчета и е готов за ползване. Сапуните, произведени по студения процес, се оставят за изсушаване в продължение на 2 – 6 седмици в зависимост от съставките. Препоръчително е да престоят 4 седмици.

#### Горещ процес
За разлика от студения процес, горещият може да започне веднага, защото натриевата основа и мазнината стават на сапун по-бързо на по-високи температури. Горещият процес за направата на сапун започва, когато чистотата на натриевата основа е ненадеждна. За този процес може да се ползва натурална натриева основа. Главният плюс на горещия процес е точната концентрация на сместа.В горещия процес натриевата основа и мазнините се варят заедно при 80 – 100 °C, докато се получи осапунване, което производителят може да определи на вкус. След това горещият сапун се слага в отливка.

### Пречистване и завършване
Често срещаният процес на пречистване на сапуна включва махането на солите, натриевата основа и глицерина. Тези компоненти се премахват чрез варене на сапуна във вода и пресоване на сапуна. По-голямата част от водата тогава се извлича от сапуна. Това е бил традиционният метод до появата на вакуумните сушилни. 
Сухият сапун (6 – 12% влажност) се слага в малки капси. Тези капси са готови за превръщане в стабилен продукт. Сапунените капси се комбинират с миризми и други материали и след това се мелят. После сапунът отива в рафинерия, за да се пластифицира масата. Веднага след като излезе, минава през вакуумна камера, където се премахва всякакъв въздух, след което се нарязва, минава през щампа и се пакетира по различни начини. Много често се добавят наноскопични метали за придобиване на специално оцветяване и антибактериални свойства.